# 自由浏览
自由浏览（英語：FreeBrowser）是一款由GreatFire基于Chromium项目开发的安卓翻墙浏览器，于2015年2月发布。官方宣称其为免费的安卓应用，可以访问被中国大陆封锁的网站。该应用亦使用AutoProxy技术，因此大陆网站可以不经代理直接连接。此浏览器的默认起始页提供新闻信息。